# دورستون
دورستون (به انگلیسی: Dorstone) یک روستا و محله مدنی در بریتانیا است که در گلدن ولی هرفوردشر واقع شده‌است. دورستون ۴۰۱ نفر جمعیت دارد.